# Nosfera2
Nosfera2 (NOS4A2 prononcé Nosferatu) est le troisième roman de l'écrivain américain Joe Hill, publié le 30 avril 2013 par les éditions William Morrow and Company. La traduction française a été publiée en 2014 par les éditions Jean-Claude Lattès.

## Résumé
En 2008, Charles Manx, kidnappeur d'enfants dans le coma se réveille brièvement et menace une infirmière. Ses collègues ne la croient pas car Manx n'a qu'une fonction cérébrale limitée.
1986 : la jeune Victoria McQueen se rend compte qu'elle a le pouvoir de retrouver des choses perdues lorsqu'elle traverse un vieux pont en vélo. Le pont semble l'emmener là où elle le souhaite mais cette expérience a un prix. Lors d'un de ces voyages, Vic rencontre Maggie, une bibliothécaire qui semble, elle aussi, avoir la capacité de localiser des objets perdus grâce à ses jetons de scrabble. Ce pouvoir aussi à un coût et contraint Maggie à bégayer. Maggie recommande à Vic d'éviter Manx qu'elle appelle "le spectre" (the Wraith) à cause sa voiture (une Rolls-Royce Wraith de 1938) et le fait qu'elle ne peut deviner son vrai nom. En retournant chez elle, Vic perd son vélo et souffre d'une fièvre intense. La relation de ses parents se détériore peu à peu.
Manx s'associe avec Bing, un homme qui travaille dans une usine de produits chimiques et qui lui permet d'obtenir du sévoflurane à l'odeur de pain d'épice. Bing croit que Manx emmène les enfants qu'il kidnappe vers un endroit qu'il appelle Christmasland où ils seront heureux pour toujours et l'aide grâce au Sévoflurance qu'il utilise sur les parents des enfants que Manx veut enlever.
1996 : Après une dispute avec sa mère, Vic traverse le pont et trouve la maison de Manx. Elle essaye d'aider un enfant enlevé par ce dernier qu'elle trouve enfermé à l'arrière de sa voiture mais découvre qu'il semble être de mèche avec Manx, à de la brume froide qui lui sort du nez et ses dents pointues. Vic a juste le temps de s'échapper de la maison qui prend feu et réussit à s'enfuir grâce à un motocycliste, Lou Carmody, qui l'emmène dans une station essence où elle appelle la police. Manx arrive à la même station et est arrêté par la police après avoir immolé un employé de la station service.
2008 : Vic, maintenant adulte, a eu un fils avec Lou, Bruce Wayne Carmody. Traumatisée par son passé, elle répare des motos et écrit une série de livres pour enfants qui obtient un certain succès. Régulièrement, elle reçoit des coups de téléphone de Christmasland d'enfants enlevés par Manx qui sont très mécontents du rôle qu'elle a joué dans l'arrestation de ce dernier. À cause de tous ces tourments, la relation de Vic et Lou se détériore mais ils restent amis.  
2012 : Maggie retrouve Vic et lui apprend que Manx est mort en prison mais pense qu'il s'est échappé. Vic ne la croit pas, l'accuse d'être folle et la repousse. Entre-temps, Manx et Binx se réunissent et tuent les voisins de Vic et s'installent chez eux pour la surveiller. Vic et son fils, Wayne réparent une vieille moto et lorsque Vic part l'essayer sur la route, Manx et Binx kidnappent Wayne. Vic retourne à temps mais est sévèrement blessée dans l'affrontement qui s'ensuit. Vic contacte Lou et la police mais ces derniers refusent de croire que Manx est responsable. Un psychologue du FBI, Tabitha Hutter questionne Vic que la police soupçonne d'avoir participé à la disparition de son propre fils. Vic est capable de prouver la localisation de Wayne à Christmasland grâce à une vieille carte des États-Unis mais Hutter ne la croit pas. Enfermé dans la voiture de Manx, Wayne commence à changer. Il découvre que de petites dents pointues commencent à pousser dans sa bouche, son souffle se refroidit et il prend plaisir à faire du mal.
Vic s'échappe et à la recherche de Wayne, traverse le pont une fois de plus. Elle trouve la maison de Bing qui l'attaque. Vic se défend en enflammant du sévoflurane et le tue. Elle contacte Lou, qui est resté avec la police, et lui donne rendez-vous chez son père, sans que la police ne comprenne. Vic traverse le pont et retrouve Maggie dans sa bibliothèque qui l'aide à chercher Wayne grâce à ses jetons de scrabble. Elle comprend que Manx peut être anéanti si sa Rolls-Royce est détruite. Maggie est tuée par Manx lorsqu'il arrive à la bibliothèque et Vic a juste le temps d'échapper à la police et d'arriver chez son père où elle retrouve Lou. Le père de Vic lui donne des explosifs qu'il utilise dans son travail de démolition.
La police arrive et seule Hutter semble croire Vic lorsqu'elle lui explique les conditions de la mort de Maggie, bien que ce soit arrivé très loin de l'endroit où ils se trouvent actuellement. Le père de Vic meurt en essayant de la protéger de la police et elle s'enfuit avec Lou grâce au pont. Ils arrivent à la maison de Manx où Vic laisse Lou et arrive à Christmasland. Grâce aux explosifs, Vic fait beaucoup de dégâts mais elle est mortellement blessée par un des enfants enlevés par Manx. Ce dernier et deux de ces enfants s'enfuient dans la Rolls-Royce et tentent de traverser le pont mais Vic meurt après avoir ramené Wayne.
À la fin du livre, Lou est en couple avec Hutter. Wayne a de nombreux cauchemars où il revoit Christmasland et s'imagine qu'il devient un des enfants de Manx et participe à leurs jeux cruels. Il a l'impression de perdre son humanité et a peur de se rapprocher de plus en plus d'une des créatures de Manx. Lou, Hutter et Wayne se rendent sur les lieux des ruines de la maison de Manx et remarquent la présence des décorations de Noël sur les arbres alentour. Lou commence à détruire les décorations et les enfants enlevés par Manx commencent à revenir un à un de Chistmasland et redeviennent humains. Lou trouve la décoration de Noël de Wayne et la détruit, et ce dernier se sent mieux.

## Accueil
Nosfera2 a été nommé au prix Bram-Stoker du meilleur roman, en 2014.

## Adaptation
L'adaptation du roman en série télévisée sur la chaîne AMC est disponible sur Amazon Prime depuis juin 2019.